# Palazzo Ferrero

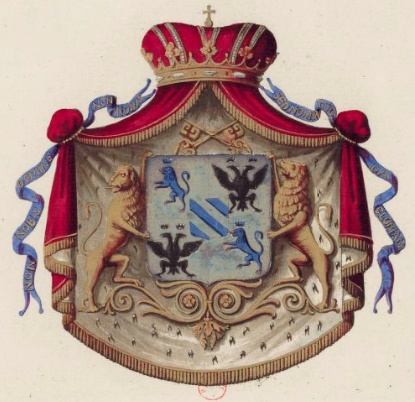
Stemma Ferrero di Biella

Palazzo Ferrero è un palazzo storico che sorge nella parte medioevale e alta della città di Biella, zona chiamata Biella Piazzo.

## Storia
Fu costruito tra il XV e il XVI secolo dalla famiglia Ferrero. Besso era il capostipite dei Ferrero di Biella e aveva due figli:
- Sebastiano (1438-1519), da cui discendono i Ferrero principi di Masserano, proprietario del Palazzo.
- Gian Enrico (1468-1525), da cui discendono i marchesi della Marmora che costruirono, edificarono l'omonimo Palazzo in cui abitano tuttora i discendenti.

Estintosi nel 1833 il ramo dei Principi di Masserano, il Palazzo passò in eredità ai La Marmora sotto il quale venne affittato ed variamente utilizzato: nel 1836 divenne sede degli uffici dell'Intendenza, mentre dal 1854 al 1863 fu utilizzato come fabbrica di tessuti e tintoria. I locatari di questi anni apportarono diverse modifiche allo stabile ed aggiunsero delle strutture coperte nel giardino. Nel 1864 Ignazio Debernardi, medico originario di Zubiena, insieme all'albergatore Giacinto Borello, affittò l'antico Palazzo di proprietà del marchese Tommaso della Marmora e ne fece uno stabilimento idroterapico, che rimane in attività fino alla fine del secolo.
All'inizio del 1900 la famiglia La Marmora vendette il palazzo al Comune, tenendo però di sua proprietà la torre ottagonale.
L'edificio venne quindi adibito a convalescenziario militare e successivamente trasformato in caserma fino al 1945. 
Negli anni Settanta del secolo scorso il Consiglio comunale avviò un progetto di ristrutturazione del palazzo e del giardino aperto al pubblico e ne destinò molti spazi alle attività delle associazioni culturali biellesi.
Dal 17 marzo 2017 il comune di Biella ha affidato la gestione all'ATS (Associazione Temporanea di Scopo) “Palazzo Ferrero Miscele Culturali”, nata con l’obiettivo di fare di questo luogo un polo culturale della città di Biella.

## Il Palazzo e le sue trasformazioni
Costruito tra il XV e il XVI secolo dalla famiglia Ferrero, faceva parte di un'unica proprietà che comprendeva quattro nuclei architettonici ben definiti: Palazzo Ferrero di Masserano, Palazzo Ferrero della Marmora, la chiesa di San Sudario e Casa Braja, tra Palazzo Ferrero di Masserano e la chiesa. Le varie modifiche fatte al Palazzo sono legate alla vicenda della famiglia che lo ha edificato. Infatti i due Palazzi si formarono nel corso del tempo con case e lotti acquistati in diversi momenti. Le prime tre acquisizioni dei Ferrero vennero effettuate da Besso nel 1450, nel 1459 e nel 1466. Seguirono quelle fatte dal figlio Sebastiano nel 1475 e quelle da Filiberto di Sebastiano nel 1527 e nel 1547. Si deduce che su questi fabbricati e lotti fu edificato il Palazzo Ferrero di Masserano. Il fronte che confina con il Palazzo La Marmora, sul quale si possono vedere i vari interventi, avalla questa tesi. La facciata del Palazzo è stata modificata nel corso dei secoli e molti segni del passato non sono più leggibili.
Tra la metà del XVI secolo e i primi decenni del XVII il Palazzo subì una radicale trasformazione assumendo, soprattutto per la parte di fabbrica orientale, la conformazione attuale. Mentre per il lato che volge verso la Città ci sono indicazioni sulla sua evoluzione, per la parte del Palazzo che invece volge verso la contrada del Piazzo, non si hanno notizie certe, se non in un documento datato 1777 in cui si descrive la demolizione di un porticato che si snodava dalla chiesa di San Sudario, sino alla parte meridionale del fronte del Palazzo. 
Dal punto di vista volumetrico il Palazzo non subì grosse trasformazioni sino a metà dell’Ottocento.

## La Torre Ottagonale
La torre non è mai stata pensata come torre forte ma fu eretta con semplice intenzione di abbellimento del palazzo signorile con la possibilità di dominare sul magnifico paesaggio, a conferma di questo sopravvive la leggenda che Sebastiano, per molti anni ministro in Milano ai tempi di Ludovico il Moro, quando tornò a Biella, volle che fosse costruita sul suo palazzo la Torre Ottagonale per vedere, almeno da lontano, la guglia del Duomo.

## Stabilimento idroterapico
Con l’utilizzo dello stabilimento idroterapico e stazione climatica, il palazzo subì diverse trasformazioni di rinnovamento nei locali e nell'arredamento tali da renderlo un luogo estremamente elegante. Si costruì un nuovo apposito locale destinato alle operazioni idroterapiche e vi si impiantarono i più moderni apparecchi di idroterapia. Di particolare rilievo le vasche in un unico pezzo di candida porcellana, tra le prime arrivate in Italia dal Regno Unito. L’acqua è quella freddissima di Oropa che abbondantemente rifornisce la città di Biella. Oltre all'idroterapia si praticarono le cure per le malattie croniche in genere e ad esempio, elettricità, aeroterapia, massaggio, eccetera. Come stazione climatica era ideale per le convalescenze delle malattie come tifo, scarlattina, malaria. Diventò uno degli stabilimenti più rinomati del territorio meta di ospiti illustri provenienti dall'Italia e dall'estero che venivano a “passare le acque nel biellese”.
Il Piazzo, rione nobile di Biella, permetteva di avere una versione cittadina della villeggiatura: intrattenimenti musicali tutte le sere, feste da ballo e concerti.
Lo stabilimento rimase operativo fino al dicembre del 1902 quando, per volontà della marchesa d’Harcour, vedova del marchese della Marmora, si risolse anticipatamente il contratto d’affitto con il dottor Ferraria che lo dirigeva. L’intenzione della marchesa era di ripianare la situazione finanziaria della famiglia, a causa degli ingenti debiti lasciati dal marito, e di affittare l’intero complesso che comprendeva il giardino, la chiesa di San Sudario e la torre, ai Padri Asinari di San Marzano che ne avevano fatto richiesta. Non pervenendo ad un accordo il Palazzo rimase sfitto con un conseguente grave danno economico. Per risanare il patrimonio fu venduto alla Città di Biella per 80.000 lire dell'epoca; restò esclusa dalla vendita la torre ottagonale, che ad oggi è ancora di proprietà della famiglia.

## Galleria d'immagini

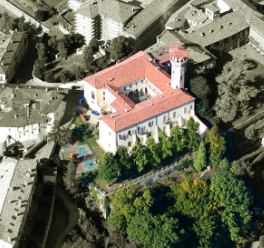
Palazzo Ferrero
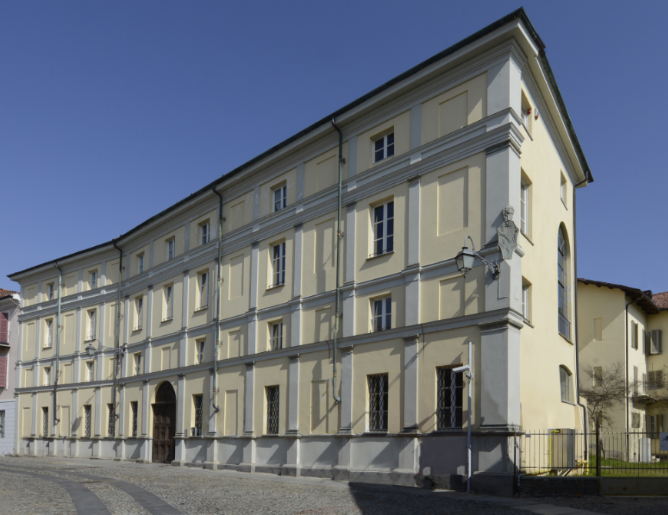
Palazzo Ferrero - facciata
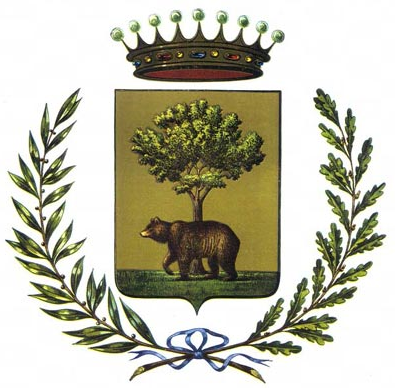
Stemma di Biella. Palazzo Ferrero è una dimora storica di proprietà della Città.